# 丛文景
从文景（1962年12月—），男，安徽凤台人，中华人民共和国政治人物。中国共产党党员。武汉大学工程硕士研究生。曾任江西省新余市人民政府市长，2014年11月29日，被中纪委带走调查。

## 生平
1962年，从文景出生在安徽省凤台县。1983年8月，参加工作。2001年7月，出任景德镇市人民政府副市长；2004年6月，调任中共新余市委常委、宣传部部长。2006年11月，调职中共新余市委常委、政法委书记。2010年7月，升任中共新余市委副书记，兼任市委党校校长、高新区党工委第一书记。2013年8月，担任新余市人民政府副市长、代市长。2013年9月23日，担任新余市人民政府市长。2014年11月29日，被中纪委带走调查，或参与苏荣腐败案件。